# 補欠合格
補欠合格（ほけつごうかく）とは、学校（主に私立学校（私立大学））の入学試験後に合格者が発表された際にその合格者（以下「初期合格者」）の次点の上位者から一定の範囲の順位の者に行なわれる処置である。具体的には、初期合格者のうち入学手続きをせず辞退した分の欠員が発生した際に順次該当者を追加合格者として繰り上げる、いわゆる「繰上合格者」の対象者とする制度である。
なお、学校の受験以外にもさまざまな採用・選抜試験等で補欠合格に類似した制度は利用されている。

## 受験における補欠合格

### 補欠合格者をあらかじめ発表する形式
補欠合格の方式は学校ごとに詳細は分かれるが、まず、初期合格者の発表と同時に補欠合格者も発表される。その後、初期合格者の入学手続き状況に応じて順次該当者が繰上合格者となり、入学手続きが認められる。
あくまでも補欠合格者はまだ「合格候補者」であるため、必ずしも入学できるとは限らない。仮に、初期合格者が全員入学手続きをした場合は欠員が発生しないため、結果として補欠合格者は一人も入学できないということになる。
なお、欠員に応じて合格者を決める、主に国立大学で行われる形式は追加合格とされ、事前に用意された欠員時の合格対象者を合格させる制度であり、補欠合格とは異なる制度である。